# İsaxan İsaxanlı
Исахан Абдулла оглы Исаханлы – литературавед, писатель, переводчик, Проректор по административным и студенческим вопросам Университета Хазар. Доктор филологических наук, профессор кафедры Языки и Литературы Университета Хазар.
Биография
Родился в 1962-м году в Грузии.
В 1979-м году поступил на механико-математический факультет Азербайджанского Государственного Университета (нынешний Бакинский Государственный Университет) и в 1984-м году стал его выпускником.
Работал инженером-программистом в научно-производственном объединение «МАРС» в городе Ульяновск, Россия (1985-1987).
В 1987-1990 годах работал учителем математики в русской средней школе №1 города Гардабани, Грузия.
В 1998 г. в университете Хазар получил степень магистра по специальности «управление образованием».
С 1994 по 2013 г. занимал должность ассистента ректора в Университете Хазар.
С 2013  г. проректор по административным и студенческим вопросам в Университете Хазар.
В 2003 г. защитил диссертацию в Азербайджанском Государственном педагогическом университете по теме «Проблемы частного высшего образования в Азербайджане» и получил ученую степень кандидата педагогических наук.
В 2021 г. защитил в Литературном Институте им. Н.Гянджеви Академии Наук Азербайджана докторскую диссертацию на тему «Творчество Сергея Есенина в Азербайджано-Восточном литературно-художественном контексте» и получил ученую степень доктора филологических наук.
Научная деятельность
Автор свыше 200 научных и публицистических статей, монографий и учебных пособий.
Научная деятельность связанной с изучением жизни и творчества Сергея Есенина высоко оценена в Российской Федерации:
- Лауреат международной литературной премии им. Сергея Есенина «О Русь, взмахни крылами...» (2015)
- Лауреат премии Рязанской области имени Есенина в области литературы и искусства (2015)
Активно сотрудничает с Группой изучения жизни и творчества С.А.Есенина Института мировой литературы Российской академии наук, является активным участником ежегодных Есенинских конференций которые проходят в Москве, в Рязани и в селе Константиново.
Переводческая деятельность
Автор поэтических переводов на азербайджанский язык стихотворений Александра Пушкина, Михаила Лермонтова, Александра Блока, Сергея Есенина, Алексея Толстого, Ивана Бунина и Расула Гамзатова
Книги
1.     Неповторимый цветок поэзии – Сергей Есенин. Баку: Издательство "Хазар Университети", 2010, 372 с. (на азербайджанском языке).
В книге подробно исследован «бакинский период» жизни и творчества Сергея Есенина. Выявлены новые страницы, связанные с его жизнью в Баку, представлены интересные материалы, а также фотографии, относительно жизни поэта в Баку, некоторые из которых впервые появляются в печати. Проанализированы переводы произведений Есенина на азербайджанский язык, изложено мнение о качестве и уровне переводов.
2.     Образцы классической русской поэзии в переводах Исахана. Баку: Издательство "Хазар Университети", 2011, 96 с. (на азербайджанском языке).
В книгу включены переводы на азербайджанский язык произведений А. Пушкина, М. Лермонтова, А. Блока, С. Есенина, А. Толстого, И. Бунина и Р. Гамзатова.
3.     Переход на латынский алфавит в Азербайджане и Фархад Агазаде. Баку: Издательство "Хазар Университети", 2011, 172 с. (на азербайджанском языке).
Книга посвящена изучению процесса перехода с арабского на латинский алфавит в Азербайджане.В книге подробно исследована роль Фархада Агазаде – известного педагога, лингвиста, журналиста, писателя-публициста, виднoго общественного деятеля в этом процессе, выявлены интересные моменты связанные с его жизнью и деятельностью. В книге широко использованы архивные документы, представлены интересные материалы и фотографии.
4.     Незадаром ему мигнули очи - Есенин в Баку. Баку: Издательство "Хазар Университети", 2012, 373 с. (на русском языке).
В книге подробно исследован «бакинский период» жизни и творчества гениального русского поэта Сергея Есенина. Выявлены новые страницы, связанные с его жизнью в Баку, представлены интересные материалы, освещающие отдельные, неосвещенные страницы «бакинского периода» творчества поэта. В книге также представлены интересные фотографии, относительно жизни поэта в Баку, некоторые из которых впервые появляются в печати. В конце книги собраны стихи азербайджанских авторов, посвященные Есенину в различное время, а также дается точный перечень произведений Есенина, переведенных на азербайджанский язык.
5.     Сергей Есенин. «Персидские мотивы». Баку: Издательство "Хазар Университети", 2015, 159 с. (на азербайджанском языке).
В книгу включены все известные на сегодняшний день переводы на азербайджанский язык стихотворений, входящих в знаменитый цикл «Персидские мотивы», который занимает особое место в любовной лирике Есенина (9 переводчиков, 61 перевод).
6.     Сага одной любви (Рассказы). Баку: Издательство "Хазар Университети", 2022, 218 с. (на азербайджанском языке).
Книга является первым прозаическим произведением Исахана Исаханлы. В нее вошли девять рассказов автора. Среди рассказов представлены как небольшие, так и средние и крупные по объему произведения, написанные в лирическом духе, а также психологические рассказы.
7.     Лирико-епическое путеществие в поэтический мир Гамлета Исаханлы. Баку: Издательство "Хазар Университети", 2023, 96 səh. (на азербайджанском языке).
В книге дан многогранный анализ поэзии Гамлета Исаханлы, раскрыта самобытность и отличительные черты его поэтического творчества, а также представлены размышления о месте и роли его творчества в современной азербайджанской поэзии.
8.     Азербайджано-русские литературные связи (Сергей Есенин и Азербайджан). Монография. Баку: Издательство "Хазар Университети", 2023, 304 с. (на азербайджанском языке).
В монографии исследуется тема «Сергей Есенин и Азербайджан», являющаяся важным звеном в истории азербайджано-русских литературных связей, и определяется место бакинского периода жизни и творчества великого русского поэта Сергея Есенина в развитии этих связей. Монография в основном предназначена для специалистов, занимающихся литературными связями, теорией перевода и практическим переводом. Книга будет полезна студентам и преподавателям высших учебных заведений, обучающимся и работающим по соответствующим специальностям.
9.     Азербайджанский поэтический венок Сергею Есенину. 
Баку: Издательство "Хазар Университети", 2025, 341 с. (на русском языке).
В книге собраны стихотворения азербайджанских авторов, посвященные великому русскому поэту Сергею Есенину. Представлены сведения о посвященных Есенину в разные годы 111 стихотворениях (42 - на азербайджанском, 69 - на русском языке) и 32 переводах на русский язык, а также о переводе на азербайджанский язык двух стихотворений, посвященных Есенину русскими поэтами.
Некоторые избранные статьи
1.      Сергей Есенин на азербайджанском языке // Рязань: Современное есениноведение, 2012, №23, с. 24-28.
2.      Гибель Есенина в откликах азербайджанской печати // Рязань: Современное есениноведение, 2013, №24, с. 6-11.
3.      Два народных певца: Сергей Есенин и Джаббар Карягдыоглу // Сергей Есенин и русская история: сборник трудов по материалам Международной научной конференции, посвященной 117-летию со дня рождения С.А.Есенина и Году российской истории. Москва–Константиново–Рязань: Государственный музей-заповедник С.А.Есенина, 2013, с. 407-414.
4.      Есенин на страницах бакинской газеты «Труд» (1924–1926 годы) // Рязань: Современное есениноведение, 2014, №28, с. 38-41.
5.      О некоторых переводах произведений Есенина на азербайджанский язык // Сергей Есенин и искусство. Серия «Есенин в XXI веке»; Вып. 2: сборник научных трудов. Москва–Константиново–Рязань: Гос. музей-заповедник С.А.Есенина, 2014, с. 434-450.
6.      Азербайджанский поэтический венок Сергею Есенину // Сергей Есенин и его современники. Серия «Есенин в XXI веке»; Вып. 3: сборник научных трудов. Государственный музей-заповедник С.А.Есенина: Москва–Константиново–Рязань, 2015, с. 269-279.
7.      Второе крещение – крещение нефтью: к истории пребывания Есенина в мае 1925 года в Баку // Рязань: Современное есениноведение, 2015, №2, с. 16-22.
8.      Жизненный и творческий путь Есенина: взгляд из Азербайджана // Сергей Есенин: Личность. Творчество. Эпоха. Серия «Есенин в XXI веке»; Вып. 5: сборник научных трудов. Часть II. Москва–Константиново–Рязань: Государственный музей-заповедник С.А.Есенина, 2017, с. 158-165.
9.      Isaxanli, I. Fragments of Azerbaijan-Russian literary relations: On Sergei Yesenin’s Baku visits // Baku: Khazar Journal of  Humanities and Social Sciences, 2017. Vol. 20, No. 2. pp. 66-79.
10.     Isaxanli, I. Sergey Esenin: the Baku Period of Life and Creativity of the Great Russian Poet // Milan: Enthymema, 2018. No.22. pp. 82-94.
11.     Поэзия Сергея Есенина – как важное звено азербайджано-русских литературно-культурных связей // Москва: Современная наука: актуальные проблемы теории и практики. Серия гуманитарные науки, 2018, №3/2, Март, с. 151-154.
12.    Тема Востока в творчестве Сергея Есенина: на материале цикла «Персидские мотивы» // Москва: Современная наука: актуальные проблемы теории и практики. Серия гуманитарные науки, 2018, №4, Апрель, с. 124-127.
13.     Гибель Сергея Есенина: Отклики в бакинской прессе (1925–2017) // Москва: Современная наука: актуальные проблемы теории и практики. Серия гуманитарные науки, 2018, №5, Май, с. 124-128.
14.     Поэзия Сергея Есенина в музыке: Взгляд из Азербайджана // Современное есениноведение (Научно-методический журнал), 2022, №3 (62), с. 43-46.
15.     Сергей Есенин в филологических исследованиях ученых Республики Азербайджан // Современное есениноведение (Научно-методический журнал), 2023, №1 (64), с. 40-42.
Некоторые избранные статьи о творчестве И.Исаханлы
1.    Низами Тагисой. Самый труднопереводимый и самый любимый. «Литературная газета», Москва, 2015, 19 ноября
2.     Низами Тагисой.  Сергей Есенин и Азербайджан неразделимы.  «Современное есениноведение». Рязанский Гос. Унив. им. С.А.Есенина,  2015, №3, с.55-58
3.    Франгиз Ханджанбекова. Сергей Есенин и Баку. Газ. «Бакинский рабочий», 2012, 15 ноября
4.    Франгиз Ханджанбекова. «Не могу долго жить без Баку и бакинцев». Газ. «Азербайджанские известия», 2012, 21 ноября
5.    Франгиз Ханджанбекова. Незадаром ему мигнули очи. Газ. «Каспий», Баку, 2015, 22 октября
6.    Франгиз Ханджанбекова. Исахан Исаханлы удостоен двух есенинских премий России. «Бакинский рабочий», 23 октября 2015 г.
7.     Поэзия Есенина будет жить в моей душе всегда... Интервью: Франгиз Ханджанбекова. Газета «Азербайджанские известия», 25 ноября 2015 г.